# Borgund
Borgund is een klein plaatsje in de gemeente Lærdal (Noorwegen) even ten zuiden van Steinklepp. Tot 1964 was het een zelfstandige gemeente.Het gemeentewapen toont een detail van de staafkerk.
Het is vooral bekend door de rond 1180 gebouwde staafkerk die er staat. Deze is nu in het bezit van de Fortidsminneforeningen.
Drie keer per jaar (rond Pinksteren, Jonsok en Olsok) worden er nog kerkdiensten gehouden. Verder vinden de kerkdiensten plaats in de ernaast gelegen "nieuwe" kerk (daterend van eind 19e eeuw).
In 2005 is er een bezoekerscentrum geopend, waarin allerlei informatie is te vinden over de staafkerken in Noorwegen.